# Алан Ланкастер
Алан Ланкастер (англ. Alan Lancaster; нар. 7 лютого 1949, Лондон, Англія — пом. 25 вересня 2021, Сідней, Австралія) — британський рок-музикант, бас-гітарист, один із засновників британського рок-гурту Status Quo.

## Життєпис
У 1962 році Алан разом зі своїм шкільним другом Френсісом Россі організували біт-групу — Френсіс — гітара, вокал, Алан — бас-гітара, вокал. Незабаром до них приєднався Джон Коглан: так почалася історія Status Quo.
Ланкастер випустив з Status Quo 17 альбомів, 4 з яких очолили британські чарти. Останній раз у складі гурту він виступив 13 липня 1985 року на концерті Live Aid.
У 1988 році Алан утворив гурт The Bombers, до складу якої увійшов Джон Коглан, ударник першого складу Status Quo. The Bombers супроводжували Cheap Trick, Еліс Купер і Skid Row під час їх австралійських гастролей.
Після розпаду The Bombers Ланкастер разом з Джоном Брюстером (The Angels) зібрав ансамбль: The Lancaster Brewster Band, потім — The Alan Lancaster's Bombers, гурт, який випустив ЕР, та провів гастролі країнами Скандинавії, але розпався в 1995.
У березні 2010 року Ланкастер і Россі зустрілися в Сіднеї. Це могло сприяти відродженню класичного складу гурту «Status Quo».
25 вересня 2021 року Алан Ланкастер помер в своєму австралійському будинку.